# Католицизм в Сент-Китсе и Невисе
Католицизм в Сент-Китсе и Невисе — Римско-католическая церковь в Сент-Китсе и Невисе является частью всемирной Католической церкви.
Численность католиков в Сент-Китсе и Невисе составляет около 11 тысяч 500 человек (25 % от общей численности населения).

## История
Первые приходы Католической церкви на островах Китс и Невис возникли во второй половине XIX века после того, как на острова стали пребывать португальские и ирландские иммигранты. В 1858 году сюда прибыл первый католический священник отец Филипп Линч.
В настоящее время на территорию Китс и Невиса распространяет свою юрисдикцию епархия Сент-Джонса — Бастера с центром в городе Сент-Джонс в Антигуа и Барбуде.
В городе Басерт находится сокафедральный собор Непорочного Зачатия Пресвятой Девы Марии, построенный в 1856 году.

## Структура
На Сент-Китс и Невисе действуют 4 католических прихода:
- на острове Сент-Китс:
  - Собор Непорочного Зачатия Пресвятой Девы Марии;
  - Церковь Святого Семейства;
  - Церковь Святейшего Сердца Иисуса.
- на острове Невис находится единственная католическая церковь святой Терезы.

## Нунции
19 июля 1999 года Сент-Китс и Невис установили дипломатические отношения с Ватиканом.
- Eugenio Sbarbaro (23.10.1999 — 26.04.2000) — назначен апостольским нунцием в Сербии и Черногории;
- Emil Paul Tscherrig (1.06.2001 — 22.05.2004) — назначен апостольским нунцием в Корее;
- Thomas Edward Gullickson (2.10.2004 — 21.05.2011) — назначен апостольским нунцием на Украине;
- Nicola Girasoli (29.10.2011 — по настоящее время).